# Warenfetisjisme

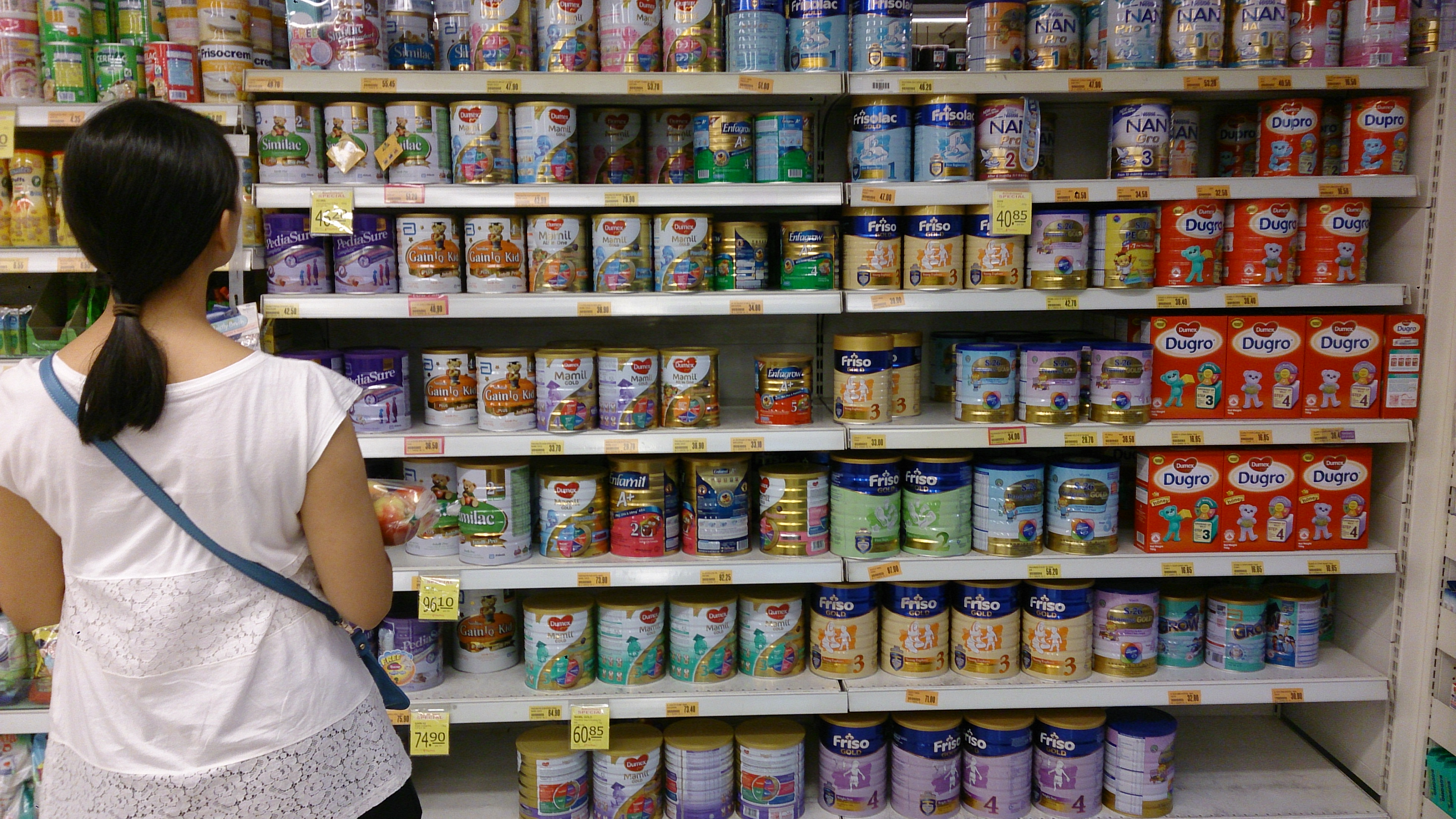
"De rijkdom van de maatschappijen, waarin de kapitalistische productiewijze heerst, heeft de vorm van een ‘kolossale opeenhoping van waren’" — Openingszin van Het Kapitaal.

Warenfetisjisme is bij Marx het verschijnsel dat, in een markteconomie, relaties tussen mensen onderling zich voordoen als relaties tussen mensen en dingen, namelijk tussen mensen en koopwaar.
Wie op de markt een product koopt, staat in relatie tot de producent, de toeleveranciers, de vervoerders, enz.: al deze mensen werken voor de koper. Alle producenten, dwz. allen die productieve arbeid leveren, staan zo in relatie tot elkaar. De markteconomie verbergt echter al deze sociale relaties achter de verkochte waar en de prijs daarvan. Bij Marx is deze prijs een afspiegeling van de waarde van de geleverde arbeid (arbeidswaardeleer), maar de afspiegeling is indirect en de arbeid is niet meer als zodanig herkenbaar. De koper ziet enkel het product en de prijs daarvan en maakt op basis daarvan de keuze om al dan niet te kopen.
Dit verbergen van de arbeidsrelatie tussen producent en consument is een illusie, maar een die consequenties heeft in de echte wereld, of men zich ervan bewust is of niet. Zeker in een vergevorderde markteconomie móet de producent produceren voor de marktwaarde, zonder te weten wie de koper van zijn product is, of er een koper zal zijn, en wat de uiteindelijke marktwaarde van het product zal zijn. Als consument is de producent evenzeer afhankelijk van de markt om in zijn levensonderhoud te voorzien: in een moderne maatschappij met vergevorderde arbeidsdeling is hij aangewezen op de markt voor producten die zijn behoeften bevredigen.

## Presentatie inHet Kapitaal
Marx bespreekt het warenfetisjisme in deel één van Het Kapitaal, in een paragraaf die aanvankelijk een appendix was maar vanaf de tweede editie achteraan het eerste hoofdstuk verschijnt. Hij bespreekt hierin de "mysterieuze" eigenschappen die de producten van menselijke arbeid onder het kapitalisme krijgen, in opmerkelijk poëtische termen, zeker vergeleken met de boekhouderstaal in de omringende tekst.
Voor Marx' negentiende-eeuwse publiek had fetisjisme nog niet de seksuele connotatie die het sinds Freud heeft. Het riep veeleer het beeld op van de fetisjen, de afgodsbeelden en andere magische voorwerpen die bekend waren van beschavingen buiten West-Europa: net als het 'primitieve' fetisjisme is de markt voor Marx een sociaal construct, dat macht krijgt over mensen. Door de marktsamenleving te vergelijken met dergelijke 'primitieve' religieuze gebruiken, wees Marx zijn lezers op de beperkingen van hun begrip van de eigen maatschappij, en op het historisch gebonden karakter daarvan.
Vanuit dit idee lanceert Marx zijn aanval op de markt en het begrip van de markt dat de economen van zijn tijd daarvan hadden gevormd. De marktvrijheid, meent hij, is een illusie die uit het warenfetisjisme voorkomt. In zijn visie is in de kapitalistische productiewijze noch de producent, noch de consument vrij, maar zijn beiden onderworpen aan de grillen van de onzichtbare hand.

## Andere fetisjen
Naast de warenfetisj wijst Marx in Het Kapitaal nog andere fetisjen aan, hoewel niet zo expliciet als hij bij de waren doet. Een voorbeeld hiervan is de geldfetisj: de focus van kapitaalbezitters op het vermeerderen van hun geldbezit, dat de harde concurrentiestrijd verbergt waaraan zij onderworpen zijn en die dit verzamelen noodzakelijk maakt. Kapitalisten zijn voor Marx geen slaven van de hebzucht, maar net zozeer onderworpen aan het systeem van de markt als de werkende klassen.
Een soortgelijk verschijnsel is de kapitaalfetisj: het idee dat winst voortkomt uit kapitaal, in plaats van de arbeid die op dit kapitaal werkzaam is. Mechanisering, automatisering en andere vorming van kapitaalintensivering kunnen de winst van een onderneming op korte termijn vergroten, maar doen dit volgens Marx alleen omdat ze de efficiëntie van arbeid opvoeren. Op de lange termijn leiden ze tot een dalende winstvoet, maar de ondernemer staat op de korte termijn onder druk van de markt om de kapitaalintensiteit te verhogen. De ultieme uitdrukking van de kapitaalfetisj is de rente. Terwijl winst op productie nog een duidelijk sociaal element heeft in de verkoop (op zich al een fetisj die de productie van meerwaarde verbergt), is rentedragend kapitaal geld dat uit zichzelf lijkt te groeien, dat alleen in verhouding tot zichzelf staat.
Latere auteurs hebben het fetisjbegrip gebruikt om de rol van marketing in de hedendaagse economie te duiden, zoals de manier waarop de sweatshoparbeid die in sportkleding steekt verborgen wordt door de reputatie van succesvolle sporters op de kleding te projecteren. Ook Naomi Kleins boek No Logo is in dit licht te lezen, als analyse van het beeldmerk als fetisj. Dit is echter niet het fetisjismebegrip zoals Marx het hanteerde: achter het vereren van een merk als een fetisj zit geen economische noodzaak.